# Paulina Brandberg
Paulina Brandberg, född 11 november 1983 i Lund i Malmöhus län, är en svensk jurist och liberal politiker. Hon var Sveriges jämställdhetsminister och arbetslivsminister i regeringen Kristersson från 2022 till 2025.
Brandberg var 2010–2022 verksam som åklagare. År 2021 utsågs hon till Årets svensk.

## Biografi

### Åklagarkarriär
Paulina Brandberg föddes 1983 i Lund. Hon studerade juristprogrammet vid Lunds universitet åren 2003–2008 och avlade juristexamen i juni 2008. Hon har även studerat kurser i juridik vid Hong Kong University och Suffolk Law School i Boston. Hon är bosatt i Stockholm med sin man och deras barn.
Efter sin juristexamen började Brandberg arbeta som biträdande jurist vid Advokatfirman Lindahl i Malmö där hon arbetade i drygt ett halvår. Hon började sedan arbeta som tingsnotarie vid Helsingborgs tingsrätt åren 2008–2010. Efter notariemeriteringen blev hon åklagare 2010, först vid Malmö åklagarkammare och sedan vid Stockholms åklagarkammare. Hon gjorde ett uppehåll från åklagaryrket mellan juni 2018 och augusti 2019 då hon under drygt ett år arbetade som departementssekreterare vid Justitiedepartementet. Från september 2019 arbetade Brandberg som kammaråklagare vid Riksenheten mot internationell och organiserad brottslighet i Stockholm där hon hade flera uppmärksammade mål gällande gängrelaterad brottslighet.

### Politisk karriär
Sedan början av 2020 har Brandberg aktivt deltagit i den rättspolitiska samhällsdebatten. Genom ett stort antal tv-framträdanden, Twitterinlägg och debattartiklar har hon bedrivit opinionsbildning kring frågor om skärpt lagstiftning och andra åtgärder för ökad brottsbekämpning. Hon har även varit fristående kolumnist på Expressens ledarsida. Brandberg har varit särskilt aktiv i frågor som rör sexual- och relationsbrott samt gängrelaterad brottslighet. Hon har bland annat drivit frågan om en reform av den så kallade omedelbarhetsprincipen och argumenterat för förvaringsstraff för grova brottslingar med hög återfallsrisk.
Brandberg fick 2021 i uppdrag av Liberalerna att utreda lämpliga nya politiska åtgärder mot den grövsta kriminaliteten. Hon var under 2022 rättspolitisk expert på Liberalernas riksdagskansli, och kandiderade för partiet i riksdagsvalet 2022, men blev ej invald. Efter valet utsågs hon till Sveriges jämställdhetsminister och biträdande arbetsmarknadsminister i Regeringen Kristersson. Vid riksmötets öppnande 2024 ersattes hennes titel som biträdande arbetsmarknadsminister av titeln arbetslivsminister.
I slutet av mars 2025 meddelade Brandberg att hon avsåg att lämna sitt ministeruppdrag på grund av att hon ville prioritera att tillbringa mer tid med familjen. Hon efterträddes på posten av Nina Larsson. 

## Priser och utmärkelser
Brandberg utsågs av Ohlininstitutet till Årets nätdebattör 2020. Tidskriften Fokus utsåg henne till Årets svensk 2021.